# Pepsodent

Logotyp.

Pepsodent är ett varumärke för tandkräm och andra tandvårdsprodukter som till exempel tandborstar. Varumärket ägs av Unilever, men 2003 köpte Church and Dwight rättigheterna i USA. Pepsodent-tandkräm har funnits minst sedan slutet av 1920-talet.